# Encyclopédie de la littérature turque

L'Encyclopédie de la littérature turque (en turc Türk Edebiyatı Ansiklopedisi) est une encyclopédie turque dirigée par Atilla Özkırımlı et éditée pour la première fois en 1982.
L’œuvre est constituée de quatre tomes dont la somme atteint 1255 pages. Le contenu se compose d'entrées biographiques sur des auteurs turcs ou ottomans, des extraits d'œuvres littéraires (en texte turc utilisant l'alphabet latin ou sous forme d'illustration de manuscrits ottomans originaux), des entrées conceptuelles sur la littérature et de photographies. L'ensemble est en noir et blanc.
L'encyclopédie a été rééditée 4 fois à Istanbul en 1982, 1983, 1984 et 1987 par la maison d'éditions Cem Yayınevi et imprimé par Basaş Ofset.